# Jorge Augusto Correia
Jorge Augusto Correia (Tavira, 5 de Abril de 1918 — Tavira, 3 de Maio de 2016), foi um médico e político português. Destacou-se pela sua carreira na medicina no Sotavento Algarvio, principalmente na cidade de Tavira.

## Biografia

### Nascimento e formação
Jorge Augusto Correia nasceu na cidade de Tavira em 5 de Abril de 1918, filho de Adelina Berta dos Santos Pescada e José Augusto Correia. Em 1935 entrou na Faculdade de Medicina de Lisboa, onde se licenciou em Julho de 1941, em Medicina e Cirurgia.

### Carreira política e profissional
Fez o estágio em hospitais civis de Lisboa, e depois voltou a Tavira, onde instalou um consultório e tornou-se médico da Casa do Povo de Conceição. Entre 1944 e Agosto de 1945, prestou serviço militar como oficial médico, tendo sido colocado em Cabo Verde. Ganhou uma grande experiência nos seus serviços em Portugal e Cabo Verde, tendo trabalhado muitas vezes como voluntário, integrado em equipas que eram lideradas por grandes figuras da medicina na época. No regresso a Tavira, continuou a ter o seu consultório, além ter de exercido como médico na Casa dos Pescadores e no Hospital da Misericórdia daquela cidade, e na Caixa de Previdência de Faro.  A carreira de médico era considerada muito difícil em Tavira, devido à falta de especialistas na região, tendo Augusto Correia, junto com outros cirurgiões, organizado operações gratuitas no hospital cada duas semanas. No seu consultório privado, ajudava muitas vezes os mais necessitados, ao suportar o custo dos medicamentos. Também trabalhou como parteiro, tendo por diversas vezes assistido a nascimentos na Serra de Tavira.
Entre 1959 e 1971, exerceu como presidente da Câmara Municipal de Tavira. Durante o seu mandato, destacou-se principalmente pela criação da Escola Técnica de Tavira, em 1 de Outubro de 1961, melhoramento que era considerado de grande importância para a educação dos jovens da cidade, que até então estavam privados de ensinos secundários devido à falta de recursos para acesso ao ensino privado. Foi igualmente o primeiro director daquele estabelecimento, que posteriormente recebeu o seu nome. Em 2013, a Escola Secundária 3EB Dr. Jorge Augusto Correia foi anexada ao Agrupamento Vertical de Escolas D. Paio Peres Correia, tendo a nova organização então criada recebido a denominação de Agrupamento de Escolas Dr. Jorge Augusto Correia. Como autarca de Tavira, fez parte da Câmara Corporativa, onde foi representante dos municípios rurais dos distritos de Beja, Évora, Faro, Portalegre e Santarém.
Foi deputado na Assembleia Nacional durante as VIII e IX Legislaturas, tendo sido o único deputado nessa altura que defendeu a criação de uma Secretaria de Estado da Juventude, conceito que só muito posteriormente foi aplicado.Também foi presidente da Comissão Distrital de Faro da União Nacional e comandante de lança da Legião Portuguesa.
Posteriormente, começou a trabalhar no Centro de Saúde de Tavira, que dirigiu entre 1984 e 1988.
Reformou-se do Serviço Nacional de Saúde aos 70 anos de idade. Nas últimas décadas de vida, iniciou uma carreira literária, tendo sido o autor de cerca de vinte obras, incluindo a autobiografia Factos e impressões ao longo da minha vida.

### Falecimento e família
Jorge Augusto Correia faleceu em 3 de Maio de 2016. Casou pela primeira vez em 1943 com Maria Amélia Gomes Passos Correia, com quem teve dois filhos e cinco netos. Após ficar viúvo, casou com Silvéria Ferreira Lopes Correia.

## Homenagens
Foi homenageado pela autarquia de Tavira, que colocou o seu nome na toponímia do concelho em 1993, e o condecorou com a Medalha Municipal de Mérito em 1999.
Em 2006 foi homenageado com a medalha de mérito da Ordem dos Médicos, no âmbito do XII Congresso. Em 7 de Abril de 2016, recebeu a medalha de ouro do Ministério da Saúde, devido aos seus esforços em prol da medicina e das causas públicas, durante mais de cinquenta anos. Por motivos de saúde, não pôde comparecer, tendo sido representado pela sua neta.
No Centro de Saúde de Tavira, foi colocada uma lápide em sua homenagem.